# والپی (آریزونا)
والپی (به انگلیسی: Walpi) یک منطقهٔ مسکونی در ایالات متحده آمریکا است که در آریزونا واقع شده‌است. والپی ۱٬۸۸۴ متر بالاتر از سطح دریا واقع شده‌است.